# Baggatorpagöl
Baggatorpagöl är en sjö i Uppvidinge kommun i Småland och ingår i Emåns huvudavrinningsområde. Sjön är 9 meter djup, har en yta på 0,046 kvadratkilometer och är belägen 298 meter över havet.